# 13002 Vickihorner
13002 Vickihorner eller 1982 BJ13 är en asteroid i huvudbältet som upptäcktes den 30 januari 1982 av den amerikanska astronomen Schelte J. Bus vid Palomar-observatoriet. Den är uppkallad efter Vicki M. Horner.